# Казимир II Заторский
Казимир II Заторский (пол. Kazimierz II zatorski); (ок. 1450—1490) — князь заторский (1468—1490), старший сын князя Вацлава I Заторского и Марии Копачевской. Представитель цешинской линии Силезских Пястов.

## Биография
В 1468 году после смерти своего отца, князя Вацлава I Заторского, Казимир II вместе с младшими братьями Вацлавом II, Яном V и Владиславом получил в совместное владение Заторское княжество. Так как младшие братья еще были малы, фактически участие в управлении княжеством принимали только Казимир и Вацлав, причем важные решения принимал только Казимир.
В 1474 году Казимир II по требованию младших братьев разделил Заторское княжество на две части. Казимиру и Вацлаву стало принадлежать одна половина Заторского княжества, а Яну V и Владиславу — вторая половина княжества. Раздел отцовского княжества проходил по реке Скава, причем на две части были разделены также город Затор и княжеский замок. В руках Казимира и его младшего брата Вацлава находились восточные земли отцовского домена. Через три года, в 1477 году братья подписали договор о взаимном наследовании своих владений.
Князь Казимир II Заторский поддерживал тесные отношения с польским королем Казимиром IV Ягеллончиком (1447—1492), признавая его верховную власть. Хорошие отношения с Польшей выражались также в усилении финансирования костёлов в Кракове.
В 1484/1487 году после смерти своего бездетного младшего брата-соправителя Вацлава II заторского, Казимир II стал править единовластно в восточной части княжества.
Казимир II Заторский скончался в 1490 году и был похоронен в Мариацком костёле в Кракове, которому он при жизни оказывал финансовую помощь. Восточную часть Заторского княжества, согласно соглашению о взаимном наследовании братьев в 1477 году, получил во владение Ян V.

## Семья
В 1484 году женился на Маргарите (Малгоржате) Крновской (1451/1453 — 1508), старшей дочери Николая V, князя силезско-крновского, и Барбары Рокенберг. Их дети:
- Болеслав (Болько) Заторский (после 1489 — до 1494).